# Казахский национальный оркестр народных инструментов имени Курмангазы
Казахский национальный оркестр народных инструментов имени Курмангазы — казахстанский музыкальный коллектив, который преимущественно исполняет казахскую народную музыку используя для этого казахские музыкальные инструменты.
Казахский национальный оркестр народных инструментов имени Курмангазы - первый и уникальный оркестр в истории инструментального музыкального искусства Казахстана. Он познакомил весь мир с казахской музыкальной культурой, несравненными по своей красоте мелодиями степей, уникальными казахскими музыкальными инструментами.
Основан в 1933 году в городе Алма-Ате как домбровый ансамбль при музыкально-драматическом техникуме (ныне Алматинский музыкальный колледж имени П.И Чайковского), а в 1934 году, после участия в 1-м Всеказахстанском слёте партийных талантов, был, советским музыковедом, композитором и дирижёром Ахмет Куанович Жубановым, преобразован в оркестр им. КазЦИКа. Жубанов был назначен руководителем оркестра согласно Приказу по Наркомпросу КазССР № 425 от 23 апреля 1934 года и оставался его дирижёром до 1945 года.
В 1944 году оркестру было присвоено имя великого казахского народного музыканта Курмангазы Сагырбайулы.
С 1967 года — заслуженный коллектив Казахстана, с 1978 года — академический оркестр.
В 1984 году Оркестр был награжден орденом «Дружбы народов», в 2020 году указом Президента Республики Казахстан Касым-Жомарта Токаева присвоен национальный статус.
В оркестре в разные годы работали великие музыканты казахского искусства – исполнители и дирижеры, чьи имена вписаны золотыми буквами в летопись оркестра.  Среди них есть Жубанов, Ахмет Куанович, Латиф Хамиди, Фуат Мансуров, Лукпан Мухитов, Окап Кабыгожин, Кали Жантилеуов, Махамбет и Науша Бокейхановы, Жаппас Каламбаев,  Ш. С. Кажыгалиев, Роза Багланова, Тлендиев, Нургиса Атабаевич,  Каршыга Ахмедияров, Туякберди Шамелов, Тулегенова, Бибигуль Ахметовна, Ермек Серкебаев и.т.д На сегодняшний день в коллективе знаменитого оркестра трудятся 81- талантливых музыкантов, каждый из которых способен представлять наш Казахстан на различных конкурсах, а возглавляет оркестр молодой талантливый дирижер – Тлепбергенов, Абылай Жанболатович.  
Целью деятельности Оркестра является -  практическая реализация культурной политики, организация и проведения концертных мероприятий в области музыки в стране, в ближнем и дальнем зарубежья.
В оркестре трудятся  5 заслуженных деятелей, 1 заслуженный артист РК,  3 ковалера ордена «Құрмет», а также артисты имеющие следующие награды: 3 почетных диплома президента РК, 2 лауреата Государственной премии Дарын, 11 знаков деятелей культуры, 23 отличника в области культуры, 9 благодарственных писем от Министерства культуры и спорта РК, 5 памятных медалей 20-летия Независимости РК, 2 медали к 25-летию Независимости РК   10 магистров искусствоведений.   
С ноября 2020 года оркестр Курмангазы возглавляет Куанышев Медет Ермеккалиевич. За год оркестр дает 100 концертов, количество зрителей 35000 человек.
Репертуарный фонд оркестра составляют свыше 5000 произведений. Предмет особой гордости оркестра им.Курмангазы – обширный и всесторонний репертуар. Здесь и крупноформатные жанры – симфонии, кантаты, концерты для всего состава оркестра и для отдельных инструментов в сопровождении оркестра, кюи и концертные обработки народных песен. Наряду с кюями и песнями народных композиторов: Курмангазы, Таттимбета, Дины, Даулеткерея, а также казахских композиторов – А.Жубанова, М,Тулебаева, Е.Брусиловского, Л.Хамиди, Н.Тлендиева в репертуаре оркестра имеется произведения мировых зарубежных классиков таких как Глинка, Чайковский, Бетховен, Моцарт, Верди, Лита, Шуберт. Звучит также и музыкальный фольклор различных стран мира.
В репертуаре — кюи народных композиторов, произведения казахских и зарубежных композиторов. Эти и другие произведения обогащены современной интерпретацией гармонических и полифонических звуков, многоголосьем. Репертуар оркестра наглядно показывает, как благотворно обращение к музыкальной культуре Казахстана, всего мира. Исполнительские приоритеты оркестра – это высокопрофессиональное просветительство в области казахской народной инструментальной музыки, фольклора.
Коллектив великого оркестра будет целенаправленно трудится над пополнением и исполнительского состава, и репертуара для процветания национального искусства и культуры.
Казахский национальный оркестр народных инструментов имени Курмангазы постоянно выезжает с гастролями по всему миру, включая Россию; так, в 2012 году им была дана большая серия концертов в Российской академии музыки имени Гнесиных и в Большом зале МГК имени Чайковского<ref>. В 2013 году в КНР, в 2014 году в США, в 2017 году коллектив оркестра выступил на Международной выставке ЭКСПО 2017 с проектами «Мелодии великой степи», «От казахского кюя до мировой классики», «Музыка народов мира». А также совместно с солистами Казахский национальный театр оперы и балета имени Абая оркестр выступил во Франции на сцене Театр де ла Вилль в городе Париж с концертом «Мелодии великой степи». В рамках государственной программы Елбасы Н.А.Назарбаева «Рухани жаңғыру», «Современная казахстанская культура в глобальном мире»  в ходе международного проекта была организована гастрольная поездка в Республику Узбекистан, в городах Ташкент, Самарканд.  В марте месяце оркестр выступил на сценах городов София, Пловдив, Варна в Республике Болгария. В 2018 году была организована гастрольная поездка в королевство Испания, город Мадрид. В 2019 году концерт знаменитого  оркестра, «Мелодии Великой степи» состоялся на сцене Геликон-опера в г.Москва. А также гастрольный концерт в Михайловский театр  города Петербурга был приурочен к 85-летию прославленного коллектива.    В декабре месяце оркестр выступил на одной из сцен Национальный центр исполнительских искусств в китайской столице. Концерт «Мелодии Великой степи» состоялся в рамках проекта «Мировые музыкальные серии». В концертной программе прозвучали произведения казахских и зарубежных композиторов: Курмангазы, Туркеша, Н. Тлендиева, Даулеткерея, Абая, Моцарта, Брамса и других. Концерт оркестра имени Курмангазы в Пекине прошел при поддержке Министерства культуры и спорта Республики Казахстан и Посольства РК в КНР.

## Награды
В 1944 году, в честь 10-летия со дня основания, оркестру было присвоено имя великого кюйши Курмангазы, в 1967 году — почётное звание «Заслуженный коллектив Казахской ССР», в 1978 году — Академический оркестр, а в 1984 году Оркестр был награждён орденом Дружбы народов. В 2020 году указом Президента Республики Казахстан Касым-Жомарта Токаева присвоен национальный статус.